# Registro, Avaliação, Autorização e Restrição de Substâncias Químicas
O Regulamento de Registro, Avaliação, Autorização e Restrição de Substâncias Químicas (abreviadamente REACH, de sua forma inglesa Registration, Evaluation, Authorisation and restriction of CHemicals) é um regulamento comunitário europeu de 18 de dezembro de 2006. O REACH regula a produção e o uso de substâncias químicas, e seus potenciais impactos tanto sobre a saúde humana como sobre o ecossistema. Suas 849 páginas demoraram sete anos para ser elaboradas, sendo descrito como a mais complexa legislação da história da União Europeia e a mais importante nos últimos 20 anos É até o momento a legislação mais estritamente reguladora das substâncias químicas e impactante nas indústrias em todo o planeta. O Regulamento REACH entrou em vigor em junho de 2007, mediante uma fase de implantação que se extende ao longo da década seguinte.